# Highcroft Racing

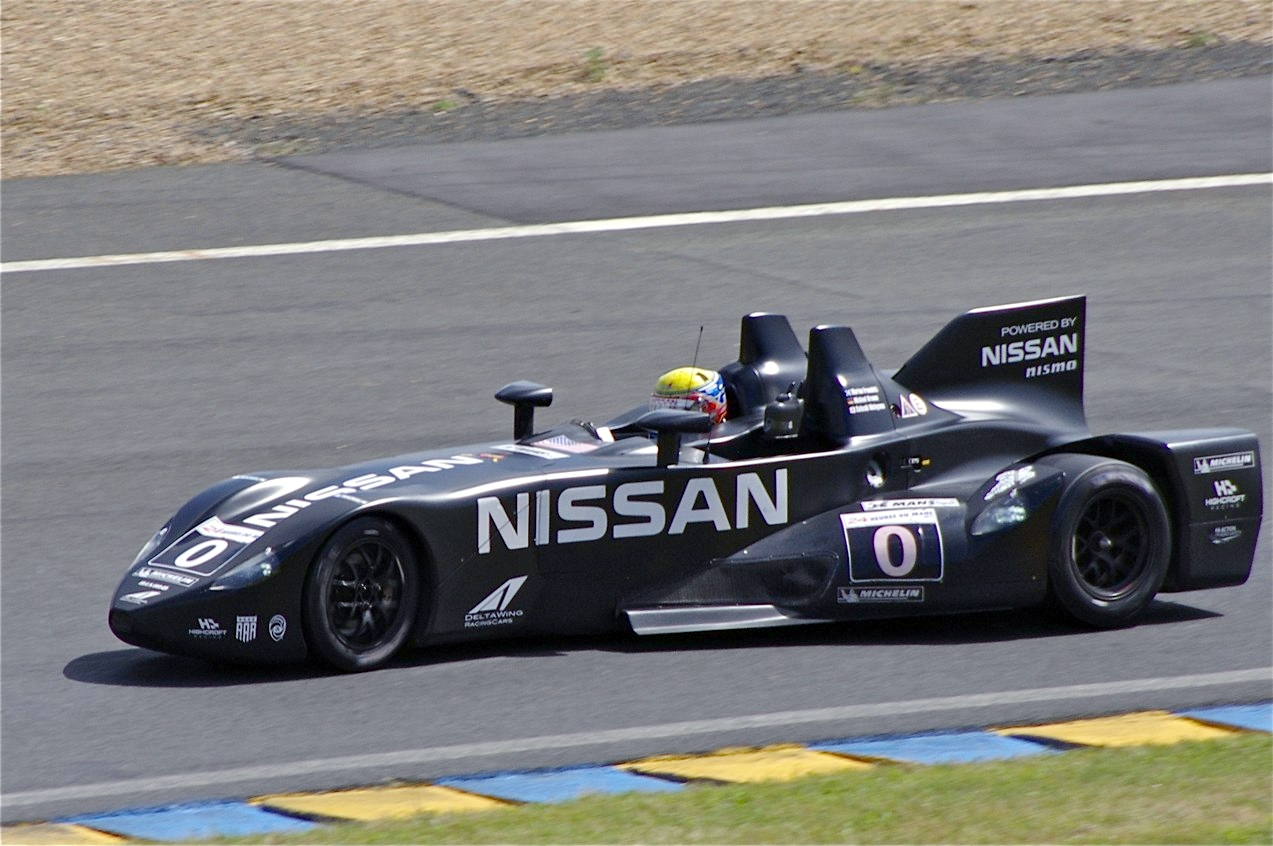
Nissan Deltawing de usado en Le Mans 2012.

Highcroft Racing es un equipo de carreras estadounidense basado en Danbury, Connecticut y fundado por el expiloto Duncan Dayton. Inicialmente involucrado en carreras históricas, especialmente en la preparación y restauración de automóviles antiguos, el equipo se expandió y entró en la USAC Fórmula 2000 en 1994. El equipo inició una asociación con Intersport Racing en 2003 e ingresó en la American Le Mans Series (ALMS).

## Historia
En 2006, Highcroft adquiere un MG-Lola EX257 de Dyson Racing y crea su propio equipo en la ALMS, compitiendo en cuatro carreras, incluyendo Petit Le Mans, donde el equipo obtuvo un tercer puesto. El equipo terminó la temporada cuarto en el Campeonato LMP1. 
En 2007, para el debut de Acura, el equipo es escogido por Honda Performance Development (HPD) para conducir uno de los tres Acura ARX-01 en la ALMS de ese año.
En 2008, el equipo continúa su campaña con el Acura ARX-01 y consigue el patrocinio de la empresa Patrón Tequila con un contrato de tres años. Highcroft fue uno de los dos equipos, (junto con De Ferran Motorsports), escogidos para hacer campaña del nuevo Acura LMP1. El australiano David Brabham y el americano Scott Sharp ganaron el título de la temporada 2009 por 17 puntos.
El equipo tomó la delantera tempranamente tras ganar la segunda ronda en San Petersburgo y se mantuvo con la máxima puntuación durante el resto de la temporada. Brabham y Sharp consiguieron victorias adicionales en Road America y Mosport.
Sharp salió del equipo al término de la temporada y el piloto de Ferran Motorsports Simon Pagenaud firmó como su reemplazo.
En 2010, Highcroft volvió a la especificación LMP2 de Acura, ahora renombrado HPD, y el equipo emparejado por Brabham y Pagenaud ganaron tres carreras y obtuvieron debidamente el campeonato de 2010 por 20 puntos sobre el Porsche RS Spyder manejado por Klaus Graf.

## 24 Horas de Le Mans
El equipo hizo su debut en las 24 Horas de Le Mans de 2010, en la categoría LMP2 con los pilotos David Brabham, Marino Franchitti y Marco Werner.
Debido a la Ley francesa de licores, el equipo no pudo mostrar su principal patrocinador Patrón Tequila. En su lugar eligieron usar a su socio de caridad Malaria No More.
En 2012, el equipo es el campo del auto experimental DeltaWing diseñado por Ben Bowlby y construido por All American Racers.

## Pilotos

### American Le Mans Series (2006-)
David Brabham (2007-)

 Duncan Dayton (2006-07)

 Dario Franchitti (2008)

 Marino Franchitti (2010-)

 Memo Gidley (2006) 

 Stefan Johansson (2007-08)

 Robbie Kerr (2007)

 Vítor Meira (2006)

 Simon Pagenaud (2010-)

 Scott Sharp (2008-09)

 Andy Wallace (2006)

### Enlaces
- Sitio oficial de Highcroft Racing

- Datos: Q2084718
- Multimedia: Highcroft Racing / Q2084718